# Talakkād
Talakkād är en ort i Indien.   Den ligger i distriktet Malappuram och delstaten Kerala, i den södra delen av landet, 2 000 km söder om huvudstaden New Delhi. Talakkād ligger 15 meter över havet och antalet invånare är 30 577.
Terrängen runt Talakkād är platt. Havet är nära Talakkād västerut. Runt Talakkād är det mycket tätbefolkat, med 1 754 invånare per kvadratkilometer. Närmaste större samhälle är Valavannūr, 8,8 km nordost om Talakkād. I omgivningarna runt Talakkād växer i huvudsak städsegrön lövskog.